# Rai 3

Logo van Rai 3 sinds 11 september 2016

Rai 3 (ook bekend als Rai Tre) is de derde televisiezender van de Radiotelevisione Italiana (Rai), de Italiaanse publieke omroep. Rai 3 begon met uitzenden op 15 december 1979. Tot 3 oktober 1983 heette de zender Rete 3. De programma's die worden uitgezonden zijn meer georiënteerd op informatie en cultuur dan op entertainment. Bij deze zender gaat het meer om de (publieke) kwaliteit dan de kijkcijfers. Naast Rai 3, bestaan inmiddels ook de themazenders Rai 4, Rai 5, Rai News 24 alsmede Rai Movie, Rai Scuola, Rai Storia, Rai Premium en Rai Sport+.

## Het begin
Rai 3 is ontstaan na de hervorming van de RAI in 1975. Rai 3 begon onder de naam Rete 3 op 15 december 1979 om 18:30 uur. Daarvoor experimenteerde de Rai circa een jaar met haar derde net. Op 15 december 1979 begon om 19 uur de eerste editie van TG3, het journaal van Rai 3. Giuseppe Rossini was de eerste directeur van Rai 3. Biagio Agnes was de eerste hoofdredacteur van TG3, met vice-hoofdredacteur Sandro Curzi, en eindredacteuren Alberto La Volpe en Orazio Guerra.
In de eerste uitzendperiode had Rete 3 een technisch bereik van 45 % van de Italiaanse bevolking waaronder alle hoofdsteden van de regio's. Rete 3 zond in het begin slechts 5 tot 7 uur per dag uit. Daarbij werd veel zendtijd gegeven voor educatieve programma's. Het televisiejournaal TG3 kende slechts een editie van 30 minuten om 19 uur.
Rete 3 en TG 3 maakten veel gebruik van de videomagnetische registratie (RVM). Het televisiejournaal begon met 10 minuten van Italiaans en internationaal nieuws, dit werd verzorgd door de centrale redactie in Rome.
Daarna werd de zender geregionnaliseerd waarbij per regio een regionale redactie 20 minuten per dag regionaal nieuws bracht. 
De landelijke TG3-redactie maakte daarnaast elke week twee programma’s van een uur, een voor verdieping (verantwoordelijke Cesare Viazzi) en een voor sport (verantwoordelijke Aldo Biscardi).
In het uitzendschema van Rete 3 was daarnaast twee keer per week een half uur gereserveerd voor regionaal toegespitste programma's.  
Op 3 oktober 1983 werd Rete 3 omgedoopt in Rai Tre. Daarbij werd het groene tetraëder als logo geïntroduceerd.
Biagio Agnes die in juni 1980 tot algemeen adjunct-directeur van de algehele Rai was benoemd, werd als hoofdredacteur opgevolgd door Luca Di Schiena.

## De hervorming van 1987
Op 9 april 1987 werd een reorganisatie bij de Rai doorgevoerd, die Rai Tre omvormde tot volwaardige zender. net als Rai Uno en Rai Due. Het journaal van Rai Tre werd daarbij gesplitst. TG3 bleef het nationale en internationale nieuws omvatten met directeur Sandro Curzi en werd daarmee net zo volwaardig als TG 1 en TG2. Afgesplitst werd de tot dan onder TG3 vallende TG3 Regione die tot Rai Regione was omgedoopt. Rai Regione werd in 1991 omgedoopt tot TGR (Testata Giornalistica Regionale della Rai)   TGR kreeg een eigen centrale hoofdredactie Piervincenzo Porcacchia. Deze stuurde de regionale redacties aan die voor de regionale radio- en tv-nieuwsuitzendingen verantwoordelijk was. Van 1999 tot 2002 viel TGR enige tijd opnieuw onder TG3, maar de Rai besloot TGR blijvend als een aparte entiteit te beschouwen.

## Rai 3 vandaag
Oorspronkelijk was in 1999 het idee dat Rai 3 een reclameloos onafhankelijk net zou worden die ook los zou komen te staan van de politieke partijen. Dit is echter nooit gerealiseerd. Zowel in 1994 als in 2002 was hier politieke overeenstemming over, maar uiteindelijk is dit niet doorgegaan. 
De programmering van Rai 3 is tamelijk pluriform. Het enige echt onderzoeksjournalistieke programma van de Rai ("Report") wordt op Rai 3 uitgezonden. Het op Spoorloos lijkende Chi l’ha visto? heeft ook een plek op Rai 3. Verder worden vee programma's van Rai Cultura uitgezonden. Daarbij gaat het om educatieve, culturele en geschiedenisprogramma's. Ook is een dagelijkse soap te zien onder de naam Un posto al sole. Verder misdaadseries als La squadra en Un caso per due. Ook zijn (afwisselend met Rai 1 en Rai 2) sportuitzendingen te zien waaronder wielrennen, tennis en voetbal. 
Daarnaast zijn er regionale vensters die door TGR worden verzorgd waaronder het dagelijkse regionale nieuws om 14 uur, 19:35 uur en 00:05 uur. Daarnaast is er (behoudens de zomer) om 07:30 uur op werkdagen ook een half uur regionale vensterprogrammering en verzorgt TGR ook rubrieken als TGR Leonardo (dagelijks wetenschapsnieuws) en thematische rubrieken in het weekend tijdens de dagprogrammering over o.a. natuur, economie en de EU-politiek.
Kinderprogramma's als Melevisione en Trebisonda worden niet meer op Rai 3 uitgezonden nadat deze per 2010 zijn overgeheveld naar de jeugdzenders Rai Yoyo en Rai Gulp. 
Opmerkelijk is de nachtprogrammering in het weekend met de uitzendingen bedacht door Enrico Ghezzi in Fuori orario. Cose (mai) viste, waarvan de titel een citaat is uit de film Fuori orario van Marin Scorsese, de beelden van de begintune zijn een verwijzing naar L’atalante van Jean Vigo en het liedje is Because the night van Patti Smith. Op werkdagen zendt Rai News 24 van circa 02 tot 07 uur uit op Rai 3 en dat is meer dan het eigen TG3 doet. 
De huidige hoofdredacteur van TG3 is sinds 31 oktober 2018 Giuseppina Peterniti. De huidige directeur van de zender Rai 3 is Stefano Coletta (sinds 27 juli 2017). 
Sinds 18 mei 2010 heet de zender Rai 3, van 3 oktober 1983 tot 18 mei 2010 werd het cijfer drie uitgeschreven als Rai Tre in de zenderaanduidingen. In het najaar van 2013 begon Rai 3 HD met uitzendingen van Rai 3 in HD. Deze is via DVB-T en satelliet (via TivuSat) te ontvangen.

## Directeuren van Rai 3
| Naam             | Periode     |
| ---------------- | ----------- |
| Giuseppe Rossini | 1979-1986   |
| Angelo Guglielmi | 1987-1994   |
| Luigi Locatelli  | 1995-1998   |
| Giovanni Minoli  | 1996-1998   |
| Francesco Pinto  | 1998-2000   |
| Giuseppe Cereda  | 2000-2002   |
| Paolo Ruffini    | 2002-2009   |
| Antonio Di Bella | 2009 - 2012 |
| Andrea Vianello  | 2012 - 2016 |
| Daria Bignardi   | 2016 - 2017 |
| Stefano Coletta  | 2017 - 2020 |
| Franco Di Mare   | 2020 - nu   |

## Programma's

### Nieuws
- TG3 (televisiejournaal van Rai 3)
- TGR (regionale televisiejournaals; afzonderlijke versies van het nieuws voor elke regio)
- Agora
- TG 3 Linea Notte
- Report
- TeleCamere
- Presa Diretta
- Carta Bianca

### Shows
- Blob
- Blu notte - Misteri italiani
- Carta Bianca
- Chi l'ha visto?
- Cominciamo Bene
- Elisir
- Fuori Orario - Cose (mai) viste
- Gaia
- Geo & Geo
- Mi manda Rai 3
- Parla con me
- La Grande Storia
- Un Giorno in Pretura
- GLOB, l'oscena del villaggio
- TV Talk

### Series
- La Squadra
- Un Posto al Sole
- Gowap